# Congregação do Santíssimo Sacramento
A Congregação do Santíssimo Sacramento (latim: Congregatio Sanctissimi Sacramenti) é uma ordem religiosa católica romana destinada a homens e mulheres dedicada à adoração do Santíssimo Sacramento.

## História
A Congregação foi fundada em Paris pelo marista francês São Pedro Julião Eymard, o Apóstolo da Eucaristia, em 1856, somente para homens. Em 1859 fundou a Liga Eucarística Popular. O ramo feminino da congregação foi fundado em 1864. 

## Missão
Os sacramentinos definem sua missão em colaboração com os leigos como um empenho em formar na Igreja comunidades cristãs que tenham a Eucaristia como o centro da vida. Partindo da Eucaristia enquanto centro da missão, assumem diversos apostolados, atentos às implicações sociais de suas ações. Trabalham sobretudo em capelas e paróquias dentro das cidades.

## Vida Comunitária
Os religiosos sacramentinos vivem em comunidades, que buscam ser lugares de oração, reconciliação e celebração. Assumem a tradição de orar diariamente por uma hora antes da eucaristia.

## Governo geral
A congregação tem sua sede em Roma e é conduzida por um Superior Geral que tem um mandato de seis anos. No capitulo de 2023 foi eleito foi eleito para o cargo o Philip Benzy Romician, S.S.S.

## Ligações Externas
- «Página Oficial da Província da Congregação do Santíssimo Sacramento no Brasil»
- «Página Oficial da Província da Congregação do Santíssimo Sacramento na Grã-Bretanha e Irlanda» (em inglês)